# Burn (Industry-sång)
Burn är en låt framförd av den irländska pop-gruppen Industry, utgiven 2009. Burn är gruppens andra singel och är skriven av de två svenska låtskrivarna Holter/Erixson. Låten nådde snabbt högsta placering på den irländska singel-listan.

## Lista
| Lista (2009)           | Topplacering |
| ---------------------- | ------------ |
| Irländska singellistan | 1            |